# Estação Ferroviária de Guariba
A Estação ferroviária de Guariba é uma estação ferroviária desativada, localizada na cidade de Guariba do estado de São Paulo. Construída em 1892 pela Rio Claro RailWay, funcionou regularmente para passageiros e cargas até janeiro de 1969 quando foi desativada. 

## História
Projetado pela Rio Claro Railway, o primeiro trecho da linha foi aberto pela Cia. Paulista, em 06/06/1892, de Rincão a Guariba, como um prolongamento da linha de bitola métrica da Paulista adquirida à RCR, e que partia de Rio Claro. Em 05/05/1893, ele chegava a Jaboticabal, e em 29/12/1902 atingiu Bebedouro. A ampliação do tronco da Paulista para a bitola larga, entre Rio Claro e Rincão, feito entre 1916 e 1922, acabou por seguir pela margem direita do rio Mogi-Guaçu e não pela linha de Jaboticabal, fazendo um arco que alcançaria Bebedouro em 1929. O trecho entre Rincão e Bebedouro, que passava por Jaboticabal, passou a ser chamado de Ramal de Jaboticabal e permaneceu com a bitola métrica até sua extinção, em 23/12/1966, entre Jaboticabal e Bebedouro, e em 02/01/1969, do trecho restante. Os trilhos começaram a ser arrancados no dia seguinte. 
Através da lei municipal nº1636, de 23 de junho de 1999, "Dispõe sobre a denominação de terminal rodoviário vereador José Chartune”, nomeando o prédio onde se localiza o atual terminal Rodovário de Guariba.

## Galeria de Fotos como terminal Rodoviário

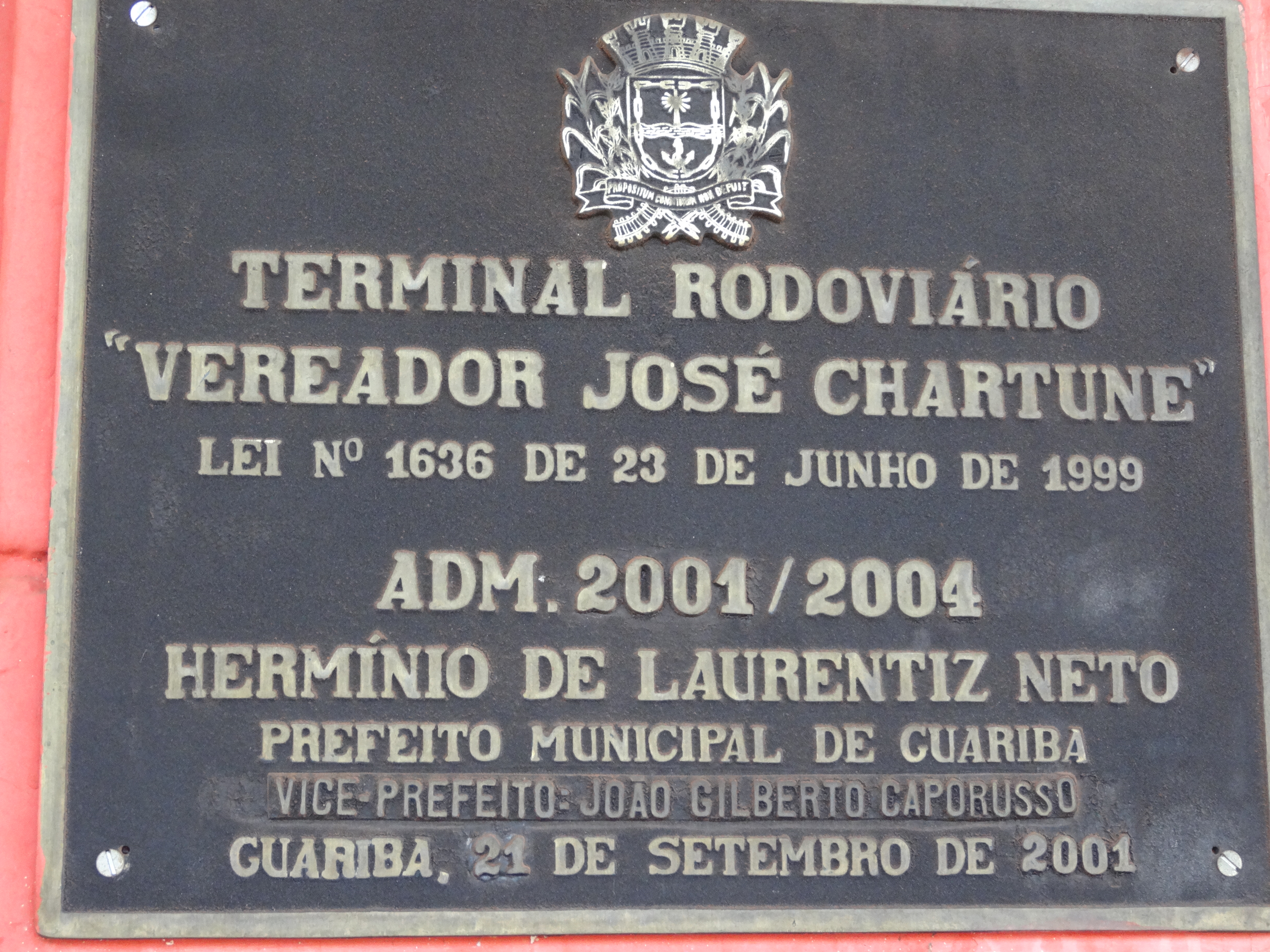
Placa Identificação (1999)
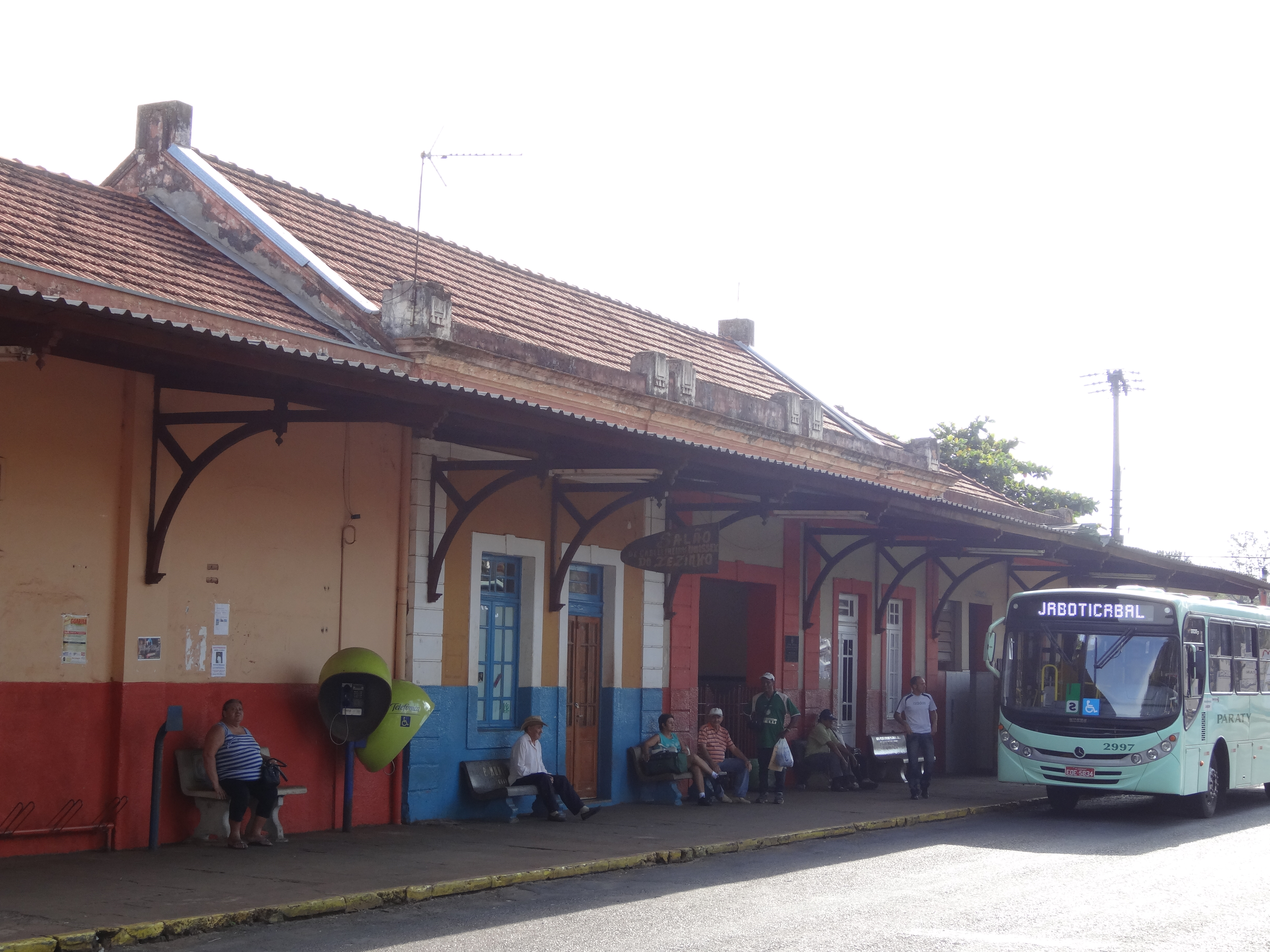
Foto Frontal (1999)
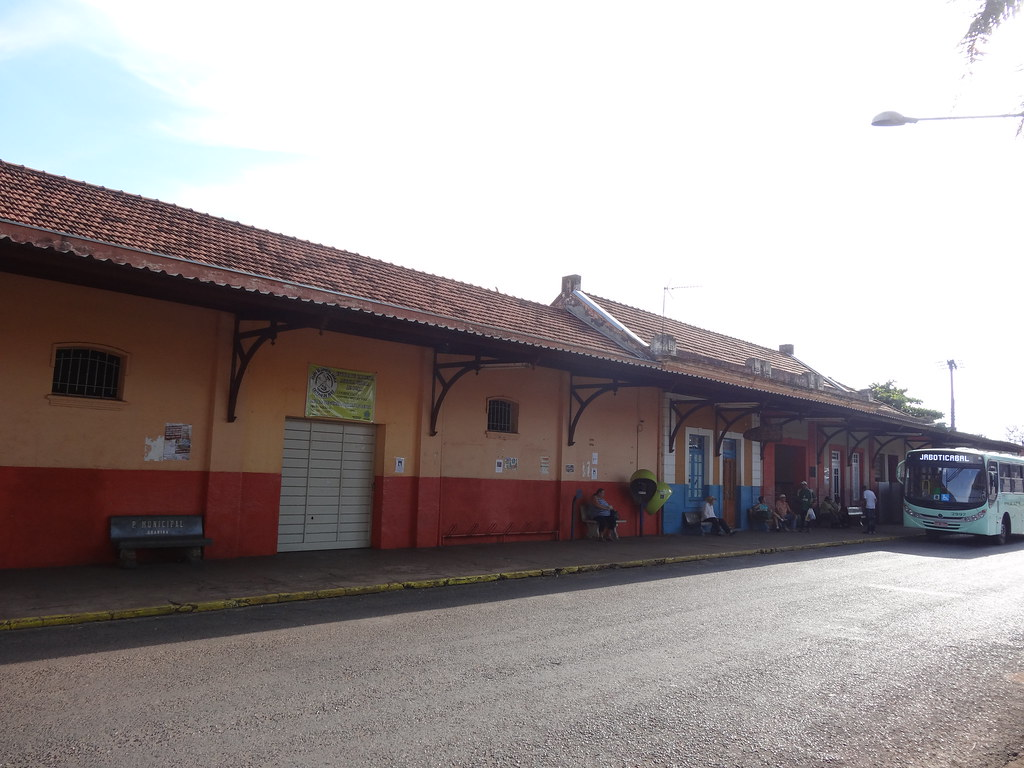
Foto Panorâmica (1999)
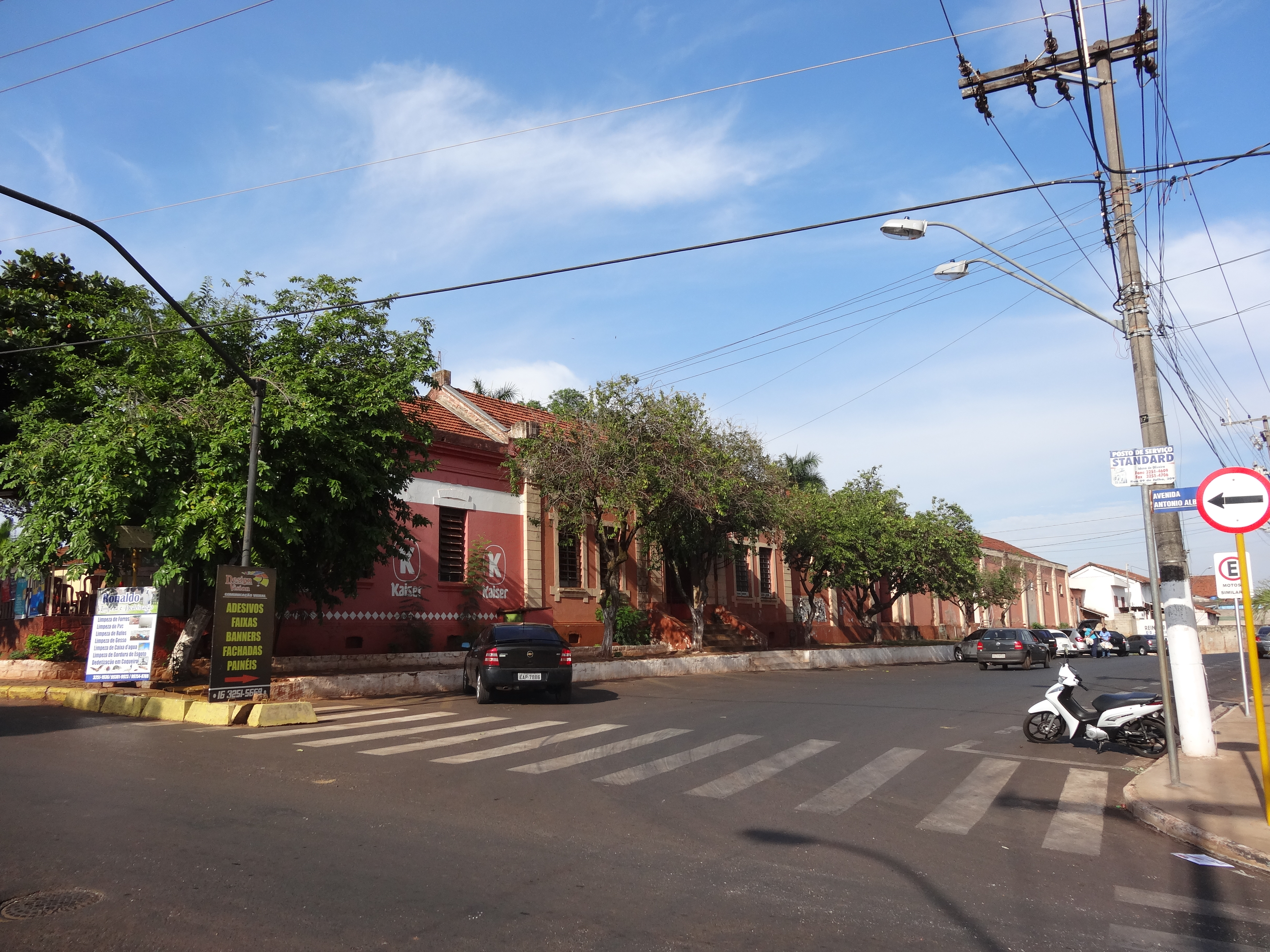
Foto Traseira (1999)
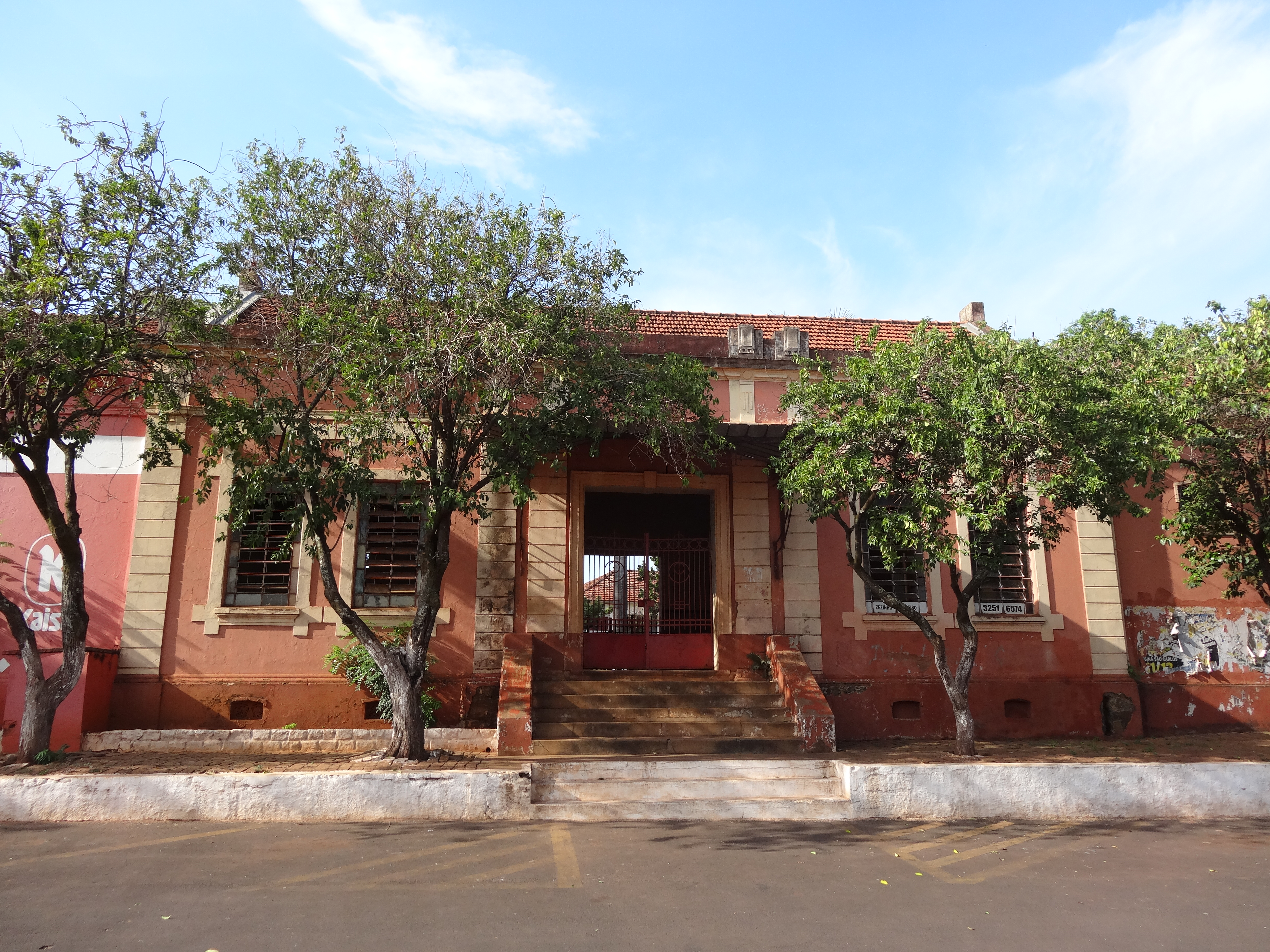
Foto Panorâmica Entrada (1999)
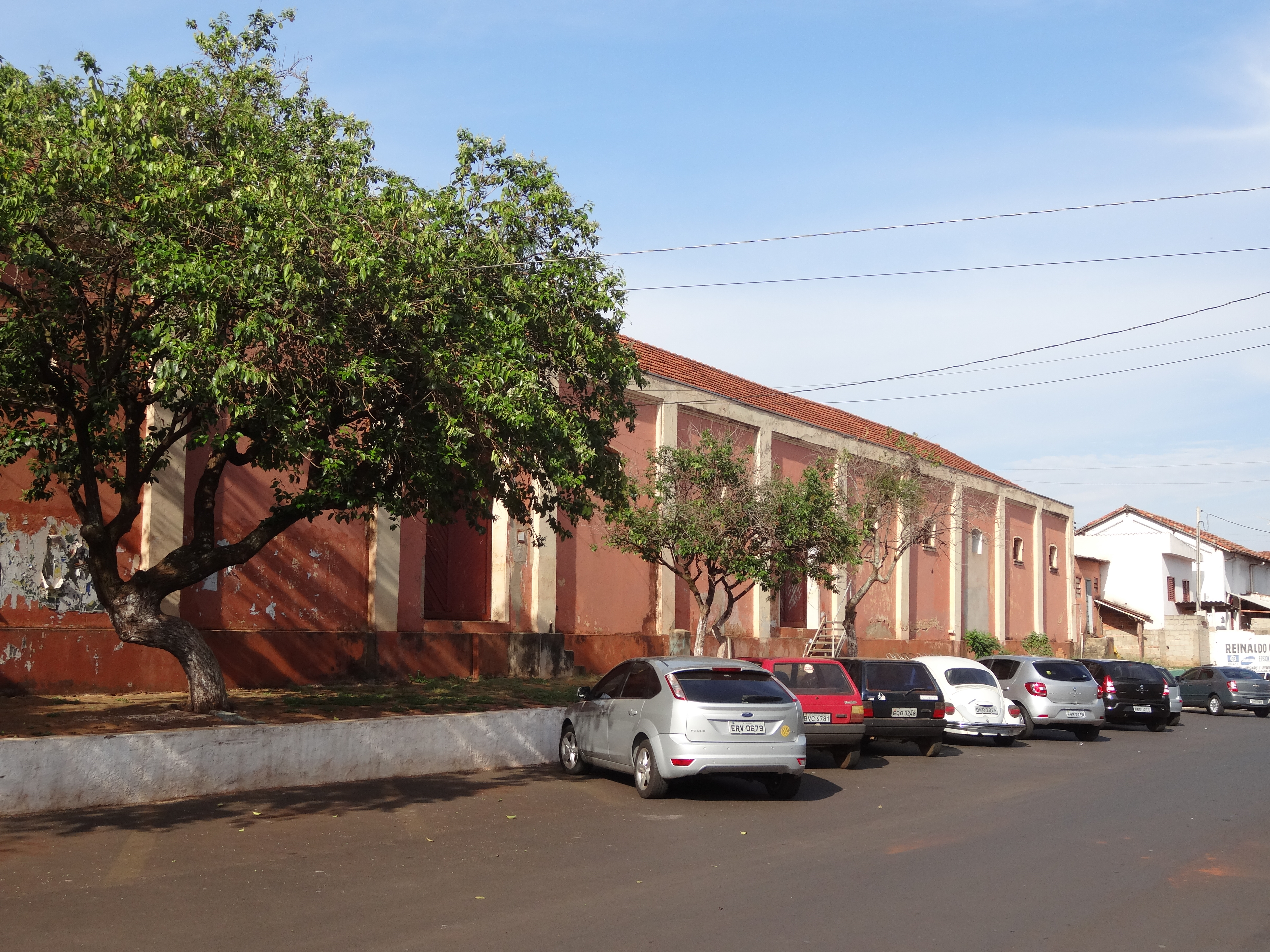
Foto Panorâmica Traseira (1999)
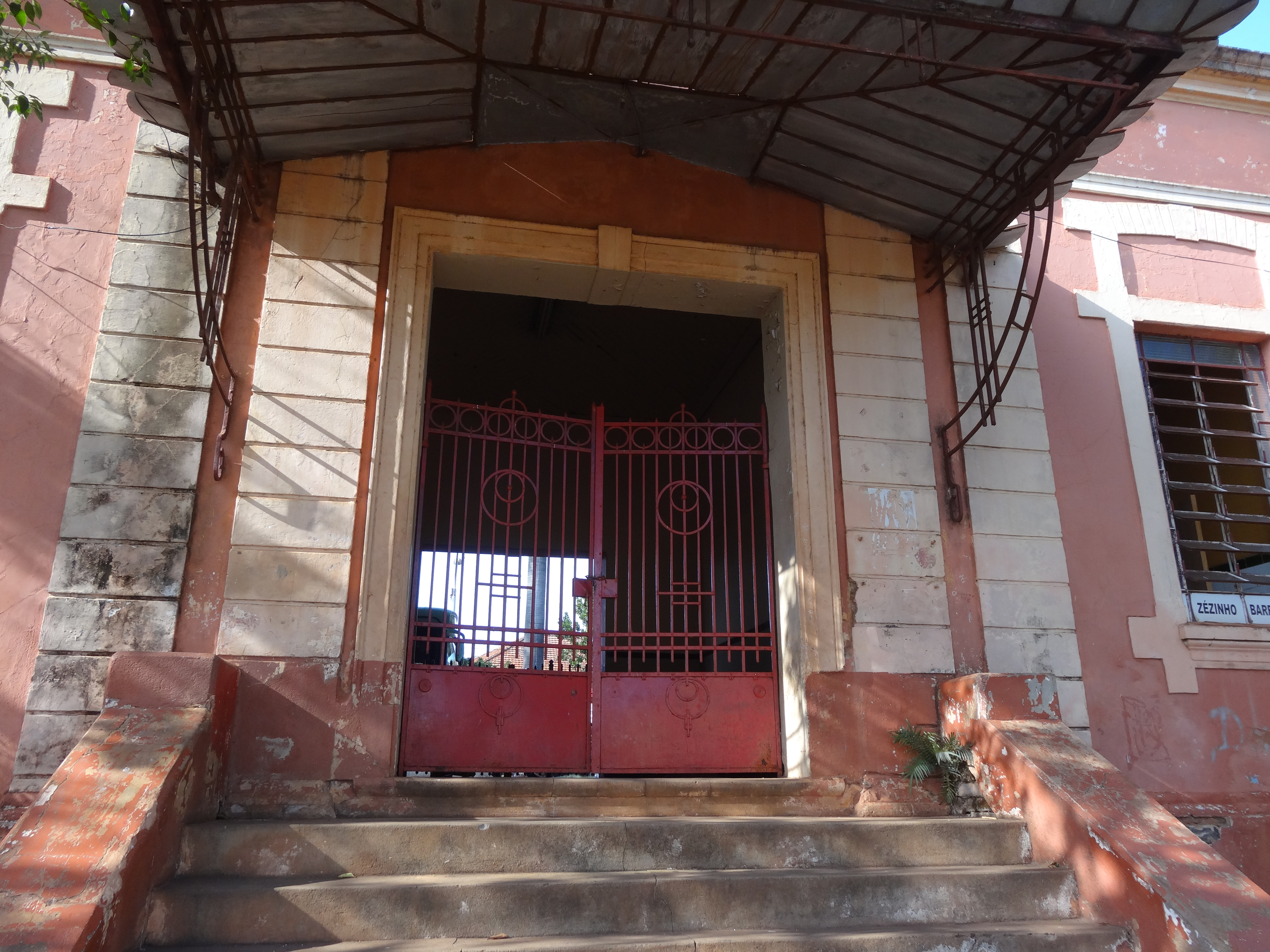
Entrada Principal (1999)
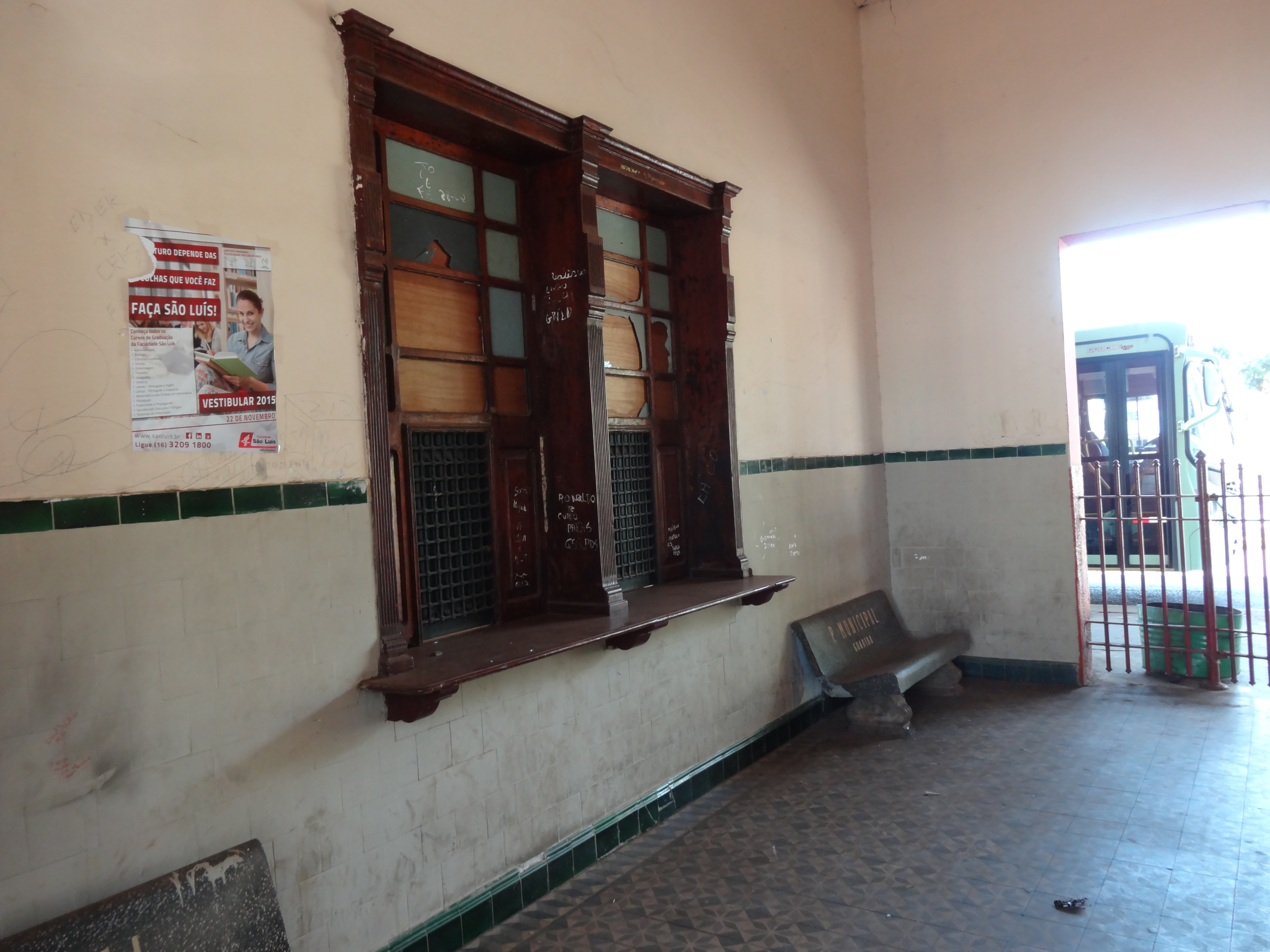
Antiga Bilheteria (1999)

## Refências
1. ↑  História da Cidade, disponível no link:

https://www.guariba.sp.gov.br/cidade/historia-da-cidade
2. ↑  «Guariba -- Estações Ferroviárias do Estado de São Paulo». www.estacoesferroviarias.com.br. Consultado em 6 de outubro de 2024
3. ↑  Guariba 100 anos. Guariba: [s.n.] 1996
4. ↑  «Guariba - LEI Nº 1636, DE 1999». www.leinasnuvens.com.br. Consultado em 7 de outubro de 2024